# NGC 5400
NGC 5400 (другие обозначения — MCG 0-36-8, ZWG 18.20, PGC 49869) — галактика в созвездии Дева.
Этот объект входит в число перечисленных в оригинальной редакции «Нового общего каталога».